# Kaze ga Tsuyoku Fuiteiru
Kaze ga Tsuyoku Fuiteiru (jap. 風が強く吹いている) ist ein Roman von Shion Miura aus dem Jahr 2006. Das Buch handelt von einem Studentenklub, der am Hakone Ekiden teilnehmen will. Es wurde unter anderem als Manga und Anime adaptiert. Die Animeserie wurde unter dem Titel Run with the Wind auch international veröffentlicht.

## Handlung
Der Student Kakeru Kurahara hat zu wenig Geld zum Leben und ist daher froh, als ihm sein Kommilitone Haiji Kiyose ein günstiges Zimmer in einem Wohnheim anbietet. Nachdem Kurahara die anderen Mitbewohner vorgestellt wurden, feiern alle gemeinsam am Abend den neuen Nachbarn. Haiji nutzt die Gelegenheit, ihnen allen mitzuteilen, dass sie nun genug Leute sind um am Hakone Ekiden teilzunehmen – wogegen alle anderen protestieren. Doch das Wohnheim gehört zum Leichtathletikklub der Uni und alle Bewohner haben sich mit dem Mietvertrag unwissend auch für den Klub verpflichtet. Haiji plant schon lange, hier genug Mitbewohner zu sammeln, um mit ihnen am Rennen teilnehmen zu können. Und nach einiger Überzeugungsarbeit stimmen viele zunächst ein mitzumachen – mancher nur um nicht auf der Straße zu sitzen. Doch der sportliche Kurahara macht zwar beim Training mit, lehnt die Teilnahme am Rennen aber weiter ab. Er war früher Läufer, hat das Laufen aber aufgegeben, weil er dem großen Erfolgsdruck nicht gerecht werden konnte.
Beim Training, das Haiji wie auch die Verpflegung für alle organisiert, zeigt sich, dass fast alle keine Erfahrung als Läufer haben. Die Fortschritte sind sehr unterschiedlich und als sie beim ersten Rennen teilnehmen können sich nur Haiji und Kakeru qualifizieren. Während die anderen über ihre schwachen Zeiten enttäuscht sind, ist Kakeru enttäuscht nach zwei andere, sehr bekannten Läufern, nur dritter geworden zu sein. Er hat in der Folge Probleme sich überhaupt zu verbessern und es kommt zum Streit – besonders mit dem schwächsten im Team. Haiji gelingt es daraufhin, Kakeru zu überzeugen, dass zum Laufen mehr gehört als nur schnell zu sein und dass sich mittlerweile alle im Team Mühe geben. Als Haiji dann vor Erschöpfung zusammenbricht, müssen die neun anderen seine Aufgaben untereinander aufteilen, um nicht zurückzufallen. Kakeru übernimmt die Aufgabe des Trainers und bemerkt dabei selbst, wie alle anderen an sich arbeiten. Er beginnt, mehr auf sie und ihrer Art zu laufen zu achten und kann ihnen helfen. Bald ist Haiji wieder gesund und bei einem nächsten Rennen können sich drei weitere qualifizieren. Alle gemeinsam haben mittlerweile den Willen, am Ekiden teilzunehmen, machen sich um den Erfolg des Teams Sorgen und setzen immer mehr Kraft und Zeit dafür ein.
So bemühen sich nun alle, möglichst viel zu trainieren. Manche müssen dafür andere Bereiche ihres Alltags einschränken. Im Sommer fährt der Klub in ein Trainingscamp, um im Gebirge unter anderen Bedingungen und noch intensiver zu trainieren. Sie treffen auf einen früheren Mitschüler Kakerus, der ihm noch immer nachträgt wie Kakeru damals unter dem Druck ihren Trainer angegriffen hat und so für alle die Teilnahme an einem Rennen ausfiel. Es kommt zum Streit, in dem Kakeru von seinen Freunden zurückgehalten werden muss. Der Klub spricht sich aus und will zusammenhalten. Nach dem Camp hält das Team noch enger zusammen und auch die letzten schaffen es, die Zeit für das Qualifikationsrennen zu laufen. Bei diesem laufen sie alle gemeinsam und können am Ende knapp die nötige Zeit erreichen. Währenddessen und bei der Vorbereitung auf das Rennen wachsen die Zweifel, was das Team beim Hakone Ekiden erreichen kann, denn die anderen Klubs wirken unerreichbar stark. Auch Haiji ist die Antwort nicht klar, er sucht sie selbst noch beim Laufen. Kakeru wiederum macht sich Sorgen um ihn, da Haijis Knie ihm Probleme zu bereiten scheint. Er musste bereits einmal das Laufen aufgeben, um es operieren zu lassen.
Zum Hakone Ekiden haben alle ihre Zuversicht wiedergefunden. Während der Newcomer-Klub – vor allem für die Außenstehenden – überraschend gut läuft, fallen sie am Ende der ersten Hälfte wegen eines kranken Läufers zurück, der es nur mit letzter Kraft zum Ziel schafft. Kakeru, der einen neuen Rekord aufstellt, und seine Kameraden können im zweiten Teil wieder aufholen und Haiji schafft es als letzter Läufer, dass das Team auf Platz 10 landet und sich damit automatisch für das nächste Jahr qualifiziert. Haiji konnte den Lauf wegen seines Knies nur dank Schmerzmedikamenten schaffen und muss das Laufen danach endgültig aufgeben. Während der Klub sich in den nächsten Jahren gut entwickelt wird Haiji Trainer.

## Veröffentlichung und Adaptionen
Der Roman erschien im September 2006 beim Verlag Shinchosha. 2007 startete im Magazin Shūkan Young Jump bei Shūeisha eine Adaption als Manga von Sorata Unno. Die Serie wechselte 2008 ins Gekkan Young Jump und wurde dort 2009 abgeschlossen. Die Kapitel erschienen auch gesammelt in sechs Bänden. Im Jahr 2009 kam eine Umsetzung als Theaterstück in Japan auf die Bühne. Im Oktober des gleichen Jahres kam eine Realverfilmung in die japanischen Kinos.
| Rolle           | japanischer Sprecher (Seiyū) |
| --------------- | ---------------------------- |
| Kakeru Kurahara | Takeo Ōtsuka                 |
| Haiji Kiyose    | Toshiyuki Toyonaga           |

2018 wurde eine Adaption als Animeserie für das japanische Fernsehen produziert. Bei der Produktion von Studio Production I.G führte Kazuya Nomura Regie, das Drehbuch schrieb Kohei Kiyasu. Das Charakterdesign entwarf Takahiro Chiba. Die Serie wurde vom 2. Oktober 2018 bis zum 26. März 2019 von den Sendern Nippon TV, SDT, Yomiuri TV und BS-NTV ausgestrahlt. Die Plattformen Crunchyroll und Hidive veröffentlichen den Anime unter dem Titel Run with the Wind parallel per Streaming, unter anderem mit deutschen und englischen Untertiteln. Sentai Filmworks lizenzierte die Serie für eine englischsprachige Veröffentlichung.
Die Musik der Serie komponierte Yuki Hayashi. Der Vorspann der Serie ist unterlegt mit dem Lied Catch up, latency von Unison Square Garden und der Abspanntitel ist Reset von Taichi Mukai.

## Weiterführende Informationen
Weblinks
- Offizielle Website zum Anime (japanisch)
- Eintrag zum Anime bei Anime News Network (englisch)

Belege
1. ↑  Feel the Wind Novel by The Great Passage's Miura Gets TV Anime in October. In: Anime News Network. 31. Mai 2018, abgerufen am 12. November 2018.
2. ↑  Sentai Filmworks Licenses Run with the Wind Anime. In: Anime News Network. 30. Oktober 2018, abgerufen am 12. November 2018.